# Bacallà polar

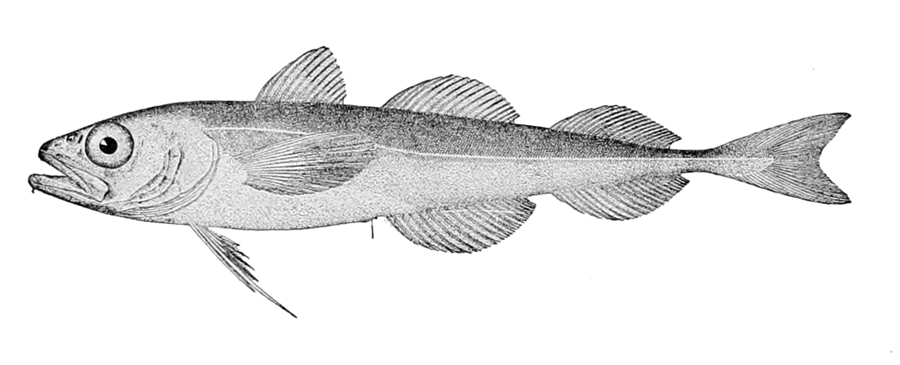
Il·lustració del 1906

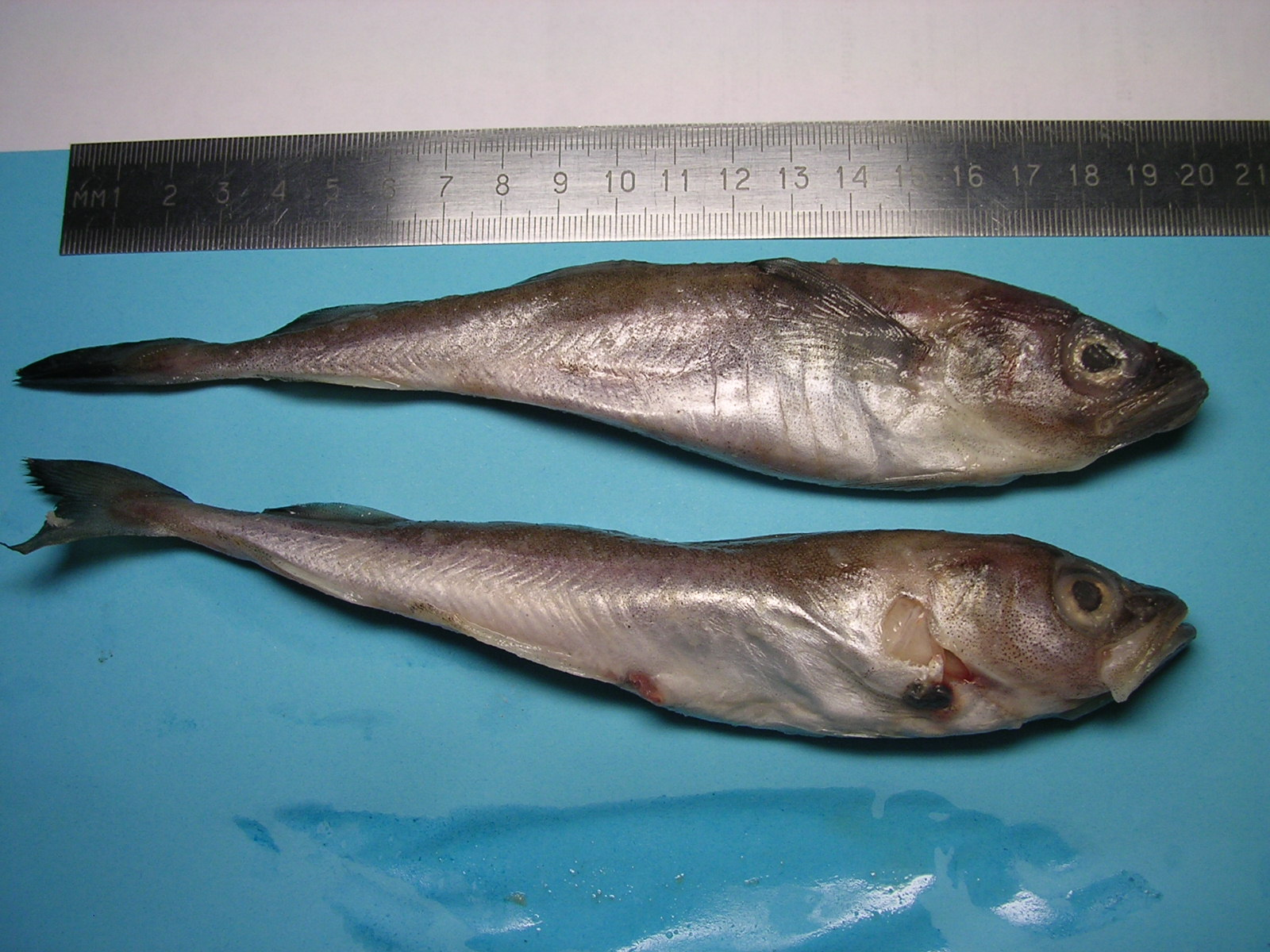
Mida comparada de dos exemplars

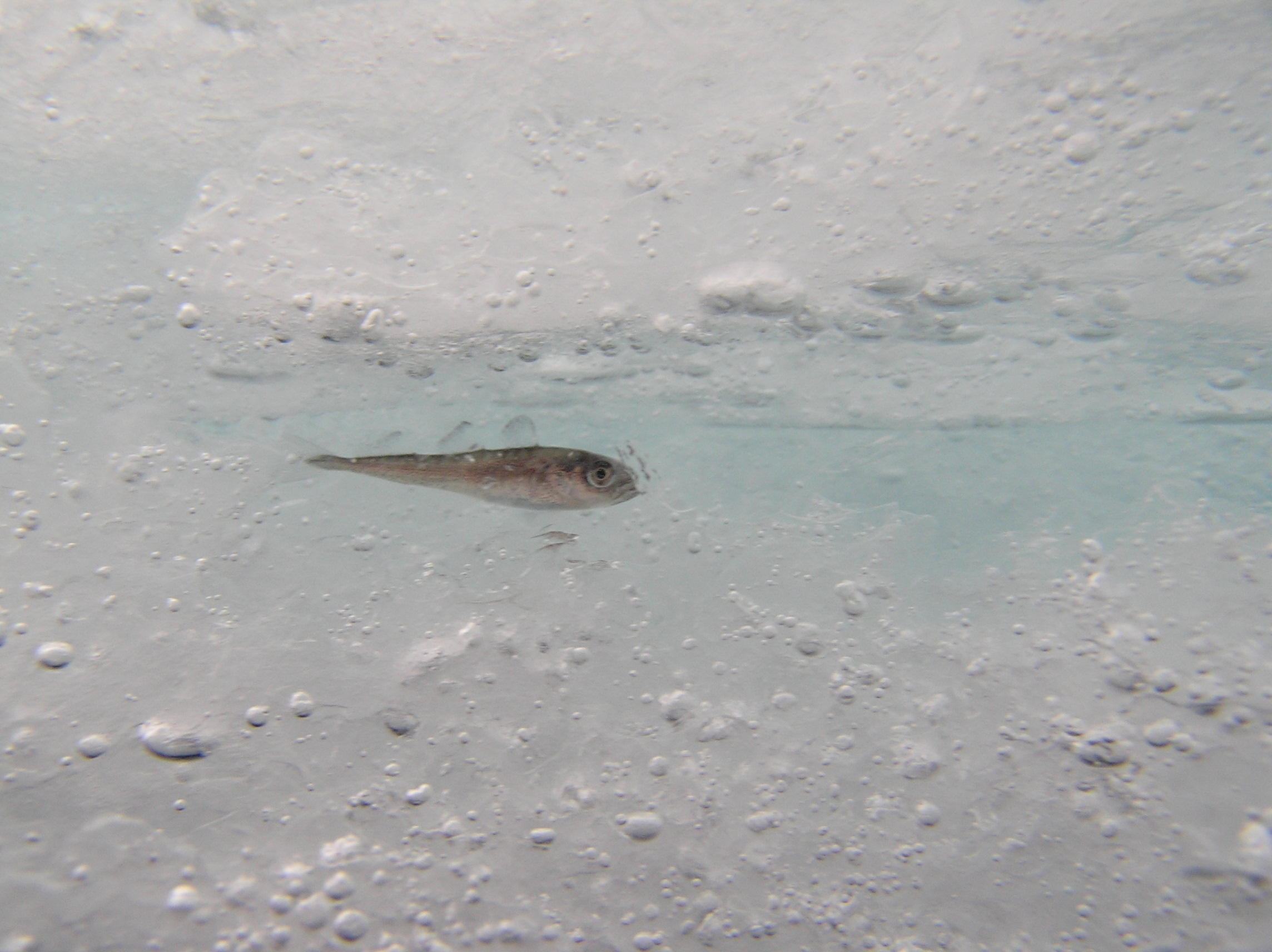
Exemplar fotografiat a la mar de Beaufort

El bacallà polar (Boreogadus saida) és una espècie de peix de la família dels gàdids i l'única del gènere Boreogadus.

## Descripció
- Fa 40 cm de llargària màxima (tot i que la seua mida normal és de 25),[4] de color marronós i amb molts punts al dors. Els flancs i el ventre argentats. Aletes fosques amb les vores clares.
- Mandíbula inferior lleugerament més llarga que la superior.
- 49-57 vèrtebres.
- 3 aletes dorsals i dues d'anals.
- 42-57 radis tous a l'aleta dorsal i 33-34 a l'anal.
- Absència d'espines a les aletes dorsal i anal.
- Aleta caudal força còncava.
- L'aleta pectoral arriba més enllà del final de la primera aleta dorsal.
- Absència de porus a la línia lateral.
- Escates petites i incrustades (no superposades).
- És capaç de sintetitzar glicoproteïnes anticongelants al seu fetge, la qual cosa evita la congelació dels seus líquids corporals encara que la temperatura circumdant estigui per sota del punt de congelació.[4][5][6][7][8][9]

## Alimentació
Menja principalment Mysida epibentònics i, també, amfípodes, copèpodes i peixos.

## Depredadors
És depredat per la foca de Groenlàndia (Phoca groenlandica); narvals; belugues; al Canadà per Reinhardtius hippoglossoides, Gadus ogac i Illex illecebrosus; a Noruega per Hippoglossoides platessoides i el fulmar (Fulmarus glacialis); i a Alaska per ocells marins.

## Reproducció
A la mar de Beaufort i a la majoria de la seua àrea de distribució, els mascles assoleixen la maduresa sexual en arribar als 2-3 anys de vida i les femelles als 3, mentre que és de 4-5 anys per a tots dos sexes a la mar Blanca. La fecundació és externa, migra a prop de la costa en gran nombre per a fresar-hi i es reprodueix només una vegada a la vida (sota el gel marí i entre els mesos de novembre i febrer, però es pot estendre fins a mitjans del juliol al nord-est de la mar dels Txuktxis). Els seus ous són els més grossos i els menys nombrosos (al voltant d'11.900 per femella) de totes les espècies de bacallans. La incubació dura entre 45 i 90 dies i varia en funció de la temperatura de l'aigua.

## Hàbitat i distribució geogràfica
És un peix d'aigua marina i salabrosa, demersal, oceanòdrom i de clima polar (87°N-52°N, 180°W-180°E), el qual es troba fins als 400 m de fondària a l'oceà Àrtic (incloent-hi la mar dels Txuktxis, la mar de Beaufort, la mar de Barentsz i la badia d'Ungava), l'Atlàntic nord (la mar Blanca, Islàndia, el sud de Groenlàndia i el Canadà -Nova Brunswick, Nunavut, el Quebec i els Territoris del Nord-oest-) i el Pacífic Nord (des de la mar de Bering fins a les illes Pribilof i la badia de Bristol). És present als hàbitats costaners durant l'estiu i l'hivern, encara que a la mar de Beaufort també és normal trobar-lo a les llacunes salabroses i a les aigües dolces de les desembocadures dels rius. Tot i que s'associa amb el gel (com ara, a la mar Blanca), també és comú a les aigües lliures de glaç a prop de la costa (com és el cas d'Alaska).

## Amenaces
La preferència d'aquesta espècie per les aigües fredes i el glaç fa que sigui vulnerable al canvi climàtic, ja que l'alteració de la distribució del gel marí i de la temperatura de l'aigua a les regions àrtiques afectaria a la seua supervivència. Un estudi realitzat a la badia de Hudson ha correlacionat la disminució de la capa de gel amb la disminució de les seues poblacions.

## Observacions
És inofensiu per als humans, la seua longevitat és de 7 anys i és emprat per elaborar farina de peix i oli.